# NGC 2292
NGC 2292 je galaksija u zviježđu Velikom psu.

## Vanjske poveznice
- SEDS: NGC 2292